# Розье, Клиффорд
Клиффорд Глен Розье (англ. Clifford Glen Rozier; 31 октября 1972, Брейдентон, Флорида, США — 6 июля 2018, Флорида, США) — американский профессиональный баскетболист, выступавший в Национальной баскетбольной ассоциации.

## Ранние годы
Клиффорд Розье родился в городе Брейдентон (штат Флорида), учился в Юго-Восточной Брейдентонской школе, в которой играл за местную баскетбольную команду. В 1990 году поступил в Университет Северной Каролины в Чапел-Хилл, где проучился только один год. В 1994 году закончил Луисвиллский университет, где в течение двух лет играл за команду «Луисвилл Кардиналс», в которой провёл успешную карьеру, набрав в итоге 1104 очка, 715 подборов, 115 передач, 66 перехватов и 117 блок-шотов, к тому же два раза помогал выиграть своей команде регулярный чемпионат и турнир конференции Metro (1993—1994), после чего она оба раза доходила до 1/8 финала турнира NCAA.

## Карьера игрока
Играл на позиции центрового и тяжёлого форварда. В 1994 году был выбран на драфте НБА под 16-м номером командой «Голден Стэйт Уорриорз». Позже выступал за команды «Памеса (Валенсия)», «Торонто Рэпторс», «Миннесота Тимбервулвз» и «Квад-Сити Тандер» (КБА). Всего в НБА провёл 4 неполных сезона. В 1994 году признавался баскетболистом года конференции Metro, а также включался в 1-ю всеамериканскую сборную NCAA. Всего за карьеру в НБА сыграл 173 игры, в которых набрал 827 очков (в среднем 4,8 за игру), сделал 897 подборов, 98 передач, 78 перехватов и 113 блок-шотов.

## Смерть
Розье умер после сердечного приступа 6 июля 2018 года в возрасте 45 лет.

## Статистика

### Статистика в НБА
| Сезон                                                                                    | Команда      | Регулярный сезон | Регулярный сезон | Регулярный сезон | Регулярный сезон | Регулярный сезон | Регулярный сезон | Регулярный сезон | Регулярный сезон | Регулярный сезон | Регулярный сезон | Регулярный сезон | Серия плей-офф | Серия плей-офф | Серия плей-офф | Серия плей-офф | Серия плей-офф | Серия плей-офф | Серия плей-офф | Серия плей-офф | Серия плей-офф | Серия плей-офф | Серия плей-офф |
| Сезон                                                                                    | Команда      | GP               | GS               | MPG              | FG%              | 3P%              | FT%              | RPG              | APG              | SPG              | BPG              | PPG              | GP             | GS             | MPG            | FG%            | 3P%            | FT%            | RPG            | APG            | SPG            | BPG            | PPG            |
| ---------------------------------------------------------------------------------------- | ------------ | ---------------- | ---------------- | ---------------- | ---------------- | ---------------- | ---------------- | ---------------- | ---------------- | ---------------- | ---------------- | ---------------- | -------------- | -------------- | -------------- | -------------- | -------------- | -------------- | -------------- | -------------- | -------------- | -------------- | -------------- |
| 1994/95                                                                                  | Голден Стэйт | 66               | 34               | 22,6             | 48,5             | 28,6             | 44,7             | 7,4              | 0,7              | 0,5              | 0,6              | 6,8              | Не участвовал  | Не участвовал  | Не участвовал  | Не участвовал  | Не участвовал  | Не участвовал  | Не участвовал  | Не участвовал  | Не участвовал  | Не участвовал  | Не участвовал  |
| 1995/96                                                                                  | Голден Стэйт | 59               | 1                | 12,3             | 58,5             | 0,0              | 47,3             | 2,9              | 0,4              | 0,3              | 0,5              | 3,1              | Не участвовал  | Не участвовал  | Не участвовал  | Не участвовал  | Не участвовал  | Не участвовал  | Не участвовал  | Не участвовал  | Не участвовал  | Не участвовал  | Не участвовал  |
| 1996/97                                                                                  | Голден Стэйт | 1                | 0                | 5,0              | 0,0              | -                | -                | 0,0              | 0,0              | 0,0              | 0,0              | 0,0              | Не участвовал  | Не участвовал  | Не участвовал  | Не участвовал  | Не участвовал  | Не участвовал  | Не участвовал  | Не участвовал  | Не участвовал  | Не участвовал  | Не участвовал  |
| 1996/97                                                                                  | Торонто      | 41               | 29               | 17,9             | 45,7             | 0,0              | 50,8             | 5,7              | 0,8              | 0,6              | 1,1              | 4,6              | Не участвовал  | Не участвовал  | Не участвовал  | Не участвовал  | Не участвовал  | Не участвовал  | Не участвовал  | Не участвовал  | Не участвовал  | Не участвовал  | Не участвовал  |
| 1997/98                                                                                  | Миннесота    | 6                | 0                | 5,0              | 50,0             | -                | 0,0              | 1,0              | 0,0              | 0,0              | 0,0              | 1,0              | Не участвовал  | Не участвовал  | Не участвовал  | Не участвовал  | Не участвовал  | Не участвовал  | Не участвовал  | Не участвовал  | Не участвовал  | Не участвовал  | Не участвовал  |
|                                                                                          | Всего        | 173              | 64               | 17,2             | 49,6             | 18,2             | 46,5             | 5,2              | 0,6              | 0,5              | 0,7              | 4,8              | Не участвовал  | Не участвовал  | Не участвовал  | Не участвовал  | Не участвовал  | Не участвовал  | Не участвовал  | Не участвовал  | Не участвовал  | Не участвовал  | Не участвовал  |
| Наведите курсор мыши на аббревиатуры в заголовке таблицы, чтобы прочесть их расшифровку. |              |                  |                  |                  |                  |                  |                  |                  |                  |                  |                  |                  |                |                |                |                |                |                |                |                |                |                |                |